# 멧박쥐
멧박쥐(Nyctalus aviator)는 애기박쥐과 멧박쥐속에 속하는 박쥐이다. 다 자라 개체는 몸길이 7.1-9.5 cm, 꼬리 길이 5.5-6.4 cm, 날개 길이 5.8-5.95 cm이다. 오래된 나무의 구멍이나 건물 구멍 등에 서식한다. 아시아 북부, 동북아시아 중국, 시베리아, 한반도, 일본에 걸쳐 분포한다.

## 같이 보기
- 한국의 포유동물